# Jonne Aaron

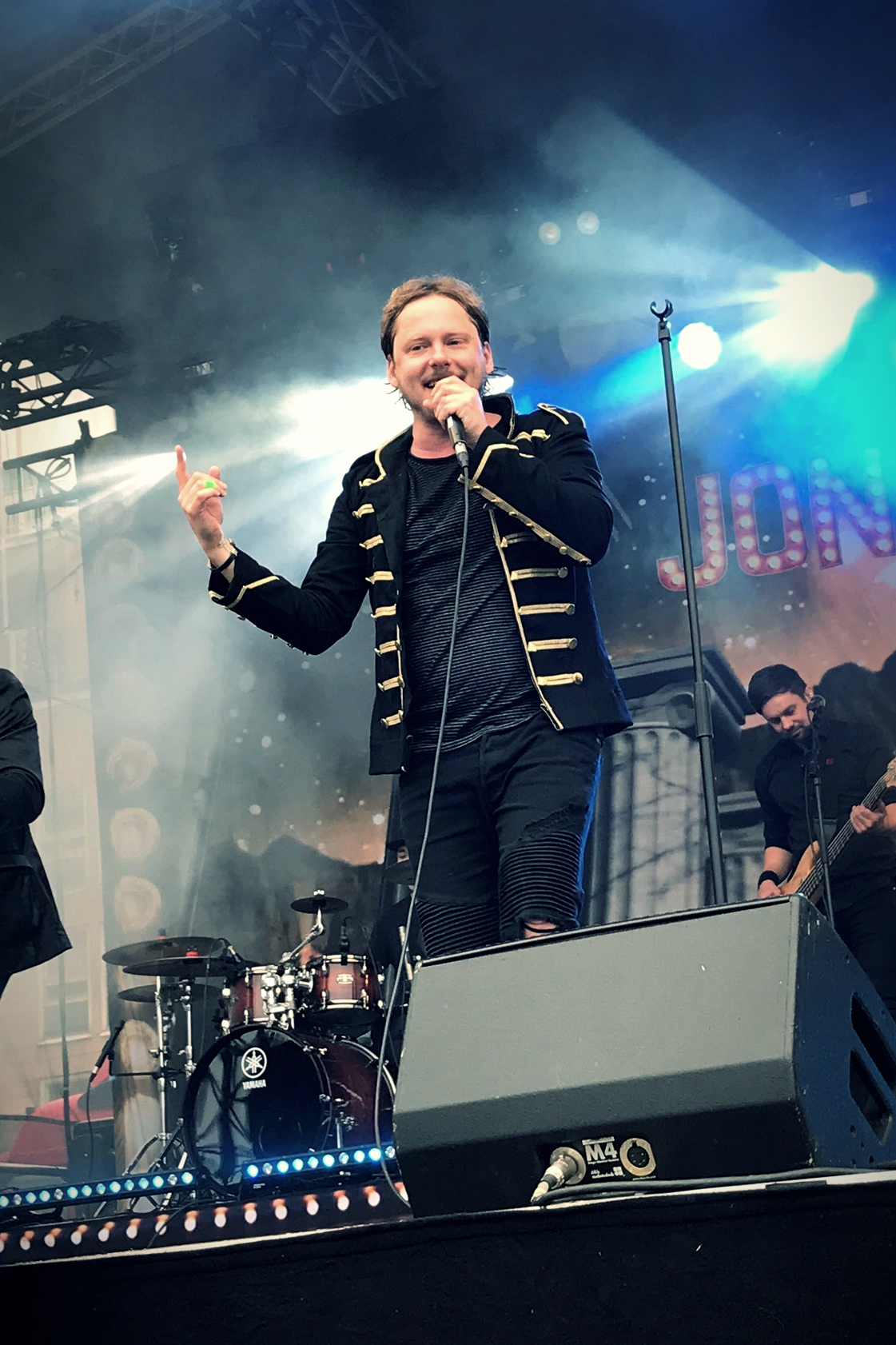
Jonne Aaron

Jonne Aaron Liimatainen (Tampere, 30 augustus 1983) is een Finse zanger. Hij werd in de jaren 2000 een van de meest prominente tieneridolen en rocksterren in Finland. Hij staat bekend als de zanger, componist, tekstschrijver en frontman van de Finse glamrockband Negative.
In 2012 nam Aaron deel aan de inaugurele serie van ‘’Vain elämää’’, de Finse versie van de Britse serie The Best Singers, uitgezonden op de Finse commerciële televisiezender Nelonen.
In 2014 bracht Aaron zijn tweede album uit, Risteyksessä, waarvan de single Yksin werd getrokken, en dat de hitparade bereikte van de meest uitgezonden nummers op de radio.

## Persoonlijk leven
Jonne Aaron werd geboren in Tampere, en is de broer van Ville Liimatainen, zanger van de Finse glamrockband Flinch. Hij was negen jaar de partner van Star Wreck: In the Pirkinning- actrice Tiina Routamaa, maar ze gingen uit elkaar in de zomer van 2011.

### Negative
- War of Love (2003)
- Sweet & Deceitful (2004)
- Anorectic (2006)
- Karma Killer (2008)
- Neon (2010)

### Solo
- Onnen vuodet (2013)
- Risteyksessä (2014)
- Tiikerin raidat (2019)